# Ђанкарло Ђанини
Ђанкарло Ђанини (енгл. Giancarlo Giannini; Ла Специја, 1. августа 1942) италијански је филмски, ТВ и гласовни глумац и редитељ.
Глумац са дугом и богатом каријером, успео је да на екрану реконструише различите слике - од обичног радника до мафијашког боса, од комедије до драме, лежерно рецитујући на различитим италијанским дијалектима.

## Биографија
Са десет година се преселио са породицом у Напуљ, где је студирао електронику. Затим се преселио у Рим, где је студирао глуму на Националној академији драмске уметности Силвио Д'Амико.
У Риму, са осамнаест година, дебитовао је у позоришту у представи In memoria di una signora amica (У знак сећања на једну даму) Ђузепеа Патронија Грифија са Лилом Брињоне у главној улози.
Касније му је редитељ Бепе Менегати поверио улогу Пака у романтичној комедији Вилијама Шекспира Сан летње ноћи. На сцени у позоришту пожене свој први велики успех, највише захваљујући представама „Вук” по роману Ђованија Верге, где је играо са Аном Мањани и „Ромео и Јулија” Вилијама Шекспира, оба у режији Франка Зефирелија.
Након учешћа у бројним позоришним и телевизијским продукцијама, дебитовао је на филму 1965. године улогом у Fango sulla metropoli Ђина Мангинија. Уследила су многа друга појављивања, али популарност је стекао тек 1965. године, када је глумио у телевизијској серији Дејвид Коперфилд, адаптацији истоименог романа Чарлса Дикенса, у режији Антона Ђулија Мајана, који ће је режирати неколико година касније, као и у филму E le stelle stanno a guardare (1971).
Изузетно важан у овом периоду био је његов сусрет са италијанском редитељком Лином Вертмилер, са којом ће често сарађивати у будућности и која му је 1967. понудила прву главну улогу у филму. Наслов на италијанском језику је „Non stuzzicate la zanzara“, у којем Ђанкарло Ђанини игра са Ритом Павоне, али није успео да се афирмише све до 1970. године када је учествовао у „Dramma della gelosia-Tutti i particolari in cronaca“ Етореа Сколе, где је већ успешно оцртавајући слику представника најсиромашнијих слојева друштва и коју ће касније усавршавати у својим наредним филмовима.